# العلاقات القبرصية الكيريباتية
العلاقات القبرصية الكيريباتية هي العلاقات الثنائية التي تجمع بين قبرص وكيريباتي.

## مقارنة بين البلدين
هذه مقارنة عامة ومرجعية للدولتين:
| وجه المقارنة                                              | قبرص                                                                 | كيريباتي                        |
| --------------------------------------------------------- | -------------------------------------------------------------------- | ------------------------------- |
| المساحة (كم2)                                             | 9.24 ألف                                                             | 811                             |
| عدد السكان (نسمة)                                         | 1.14 مليون                                                           | 116.40 ألف                      |
| الكثافة السكانية (ن./كم²)                                 | 123.38                                                               | 14.35 ألف                       |
| العاصمة                                                   | نيقوسيا                                                              | جنوب تاراوا                     |
| اللغة الرسمية                                             | اليونانية الحديثة، اللغة التركية، لغة يونانية                        | لغة إنجليزية، اللغة الكيريباتية |
| العملة                                                    | يورو، جنيه قبرصي                                                     | دولار كريباتي، دولار أسترالي    |
| الناتج المحلي الإجمالي (بليون دولار)                      | 21.65 مليار                                                          | 196.15 مليون                    |
| الناتج المحلي الإجمالي (تعادل القوة الشرائية) بليون دولار | 26.73 مليار                                                          | 224.26 مليون                    |
| الناتج المحلي الإجمالي الاسمي للفرد دولار أمريكي          | 23.24 ألف                                                            | 1.42 ألف                        |
| الناتج المحلي الإجمالي للفرد دولار أمريكي                 | 30.24 ألف                                                            | 1.81 ألف                        |
| مؤشر التنمية البشرية                                      | 0.850                                                                | 0.590                           |
| رمز المكالمات الدولي                                      | +357                                                                 | +686                            |
| رمز الإنترنت                                              | .cy                                                                  | .ki                             |
| المنطقة الزمنية                                           | ت ع م+02:00، ت ع م+03:00، توقيت شرق أوروبا، توقيت شرق أوروبا الصيفي ‏ |                                 |

## منظمات دولية مشتركة
يشترك البلدان في عضوية مجموعة من المنظمات الدولية، منها:
| علم المنظمة | اسم المنظمة                   | تاريخ انضمام قبرص | تاريخ انضمام كيريباتي |
| ----------- | ----------------------------- | ----------------- | --------------------- |
|             | مؤسسة التنمية الدولية         | 2 مارس 1962       | 2 أكتوبر 1986         |
|             | مؤسسة التمويل الدولية         | 2 مارس 1962       | 2 أكتوبر 1986         |
|             | منظمة حظر الأسلحة الكيميائية  | ?                 | ?                     |
|             | الأمم المتحدة                 | 20 سبتمبر 1960    | 14 سبتمبر 1999        |
|             | الاتحاد الدولي للاتصالات      | 24 أبريل 1961     | 3 نوفمبر 1986         |
|             | البنك الدولي للإنشاء والتعمير | 21 ديسمبر 1961    | 29 سبتمبر 1986        |
|             | الاتحاد البريدي العالمي       | ?                 | ?                     |
|             | يونسكو                        | 6 فبراير 1961     | 24 أكتوبر 1989        |
|             | دول الكومنولث                 | ?                 | ?                     |

## وصلات خارجية
- موقع وزارة الخارجية القبرصية